# Leandro Fullon

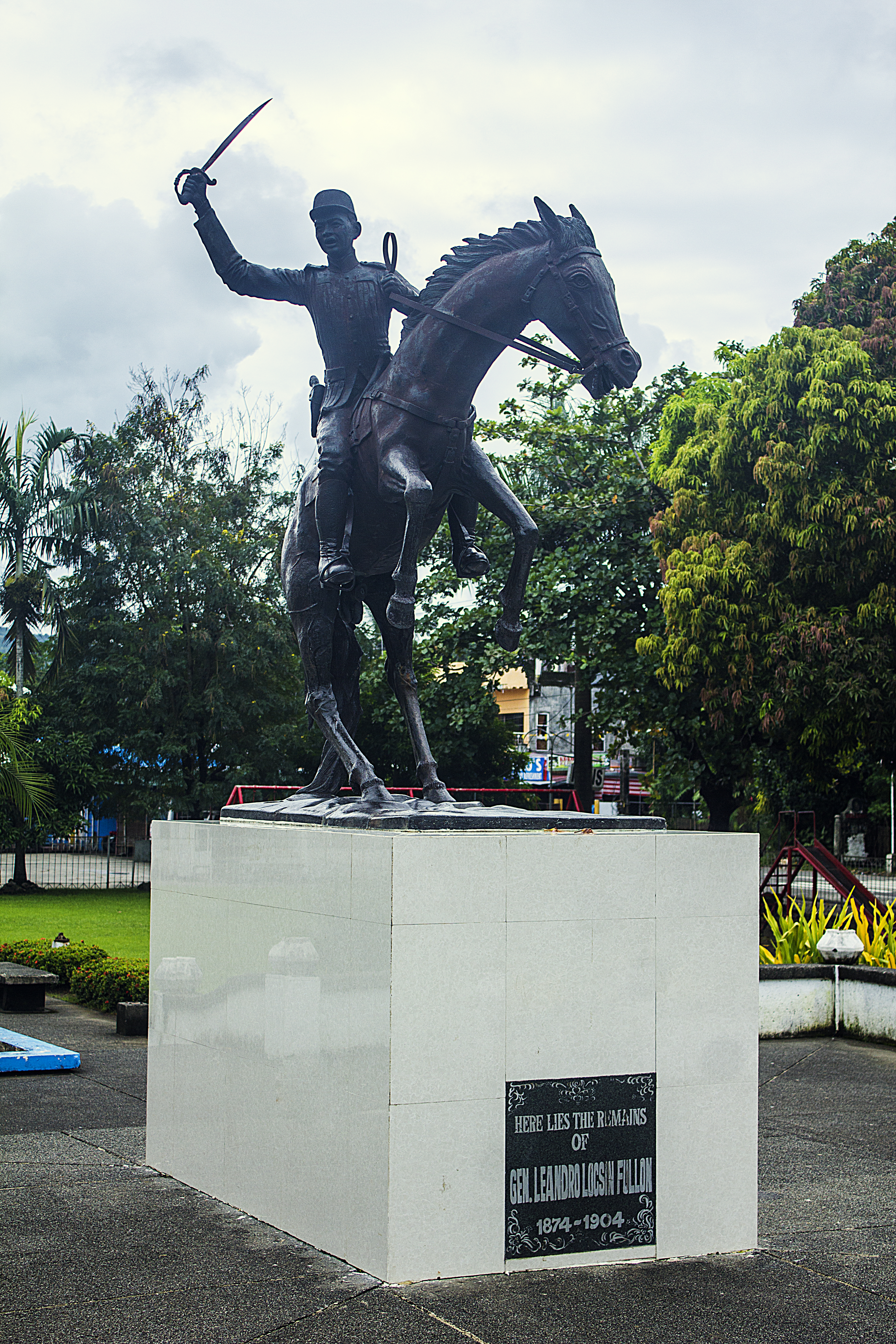
Een monument voor Leandro Fullon in zijn geboorteplaats Hamtic

Leandro Fullon (Hamtic, 13 maart 1874 - 16 oktober 1904) was een Filipijns onafhankelijkheidsstrijder en generaal in de Filipijnse Revolutie. Na de revolutie was Fullon van 1901 tot zijn dood in 1904 gouverneur van de provincie Antique.

## Biografie
Leandro Fullon werd geboren op 13 maart 1874 in Hamtic in de Filipijnse provincie Antique. Hij was het derde kind van een gezin met vier kinderen van Justo Fullon en Justa Locson. Fullon volgde onderwijs aan de Ateneo de Manila University en switchte later naar het Colegio de San Juan de Letran. In 1895 stopte noodgedwongen hij met zijn studie toen zijn ouders in financiële problemen kwamen door slechte oogsten. 
Er is niks bekend over de rol van Fullon in het eerste deel van de Filipijnse Revolutie. In het tweede deel van de revolutie was Fullon actief in het leger van Emilio Aguinaldo in Luzon. In september 1898 werd hij met zo'n 140 soldaten naar zijn geboorteprovincie gestuurd. Daar sloten zich nog meer mensen bij hem aan. Op 22 november 1898 kwam hij aan bij de provinciehoofdstad San Jose en gaf hij de Spaanse gouverneur Castro Verde een deadline om zich over te geven. Na het verlopen van de deadline viel hij op 24 november 1898 de stad aan en wist deze te veroveren. De Spaanse gouverneur wist te ontsnappen naar Iloilo. Fullon installeerde na de winst op de Spanjaarden een nieuwe bestuur in de provincie. 
Medio december 1898 trok ook hij met zijn manschappen naar Iloilo waar hij zich aansloot bij de troepen van generaal Martin Delgado. Op 25 december 1898 gaven de Spanjaarden in Iloilo zich over. Korte tijd later arriveerden echter al Amerikaanse versterkingen. Op 11 februari 1899 veroverde de Amerikaanse generaal Marcus P. Miller de stad Iloilo en nadien werden de opstandelingen langzamerhand steeds verder teruggedrongen. Fullon trok zich uiteindelijk terug in zijn geboorteprovincie Antique en voerde Fullon nog een jaar lang een guerrillastrijd tegen de Amerikanen tot hij zich op 23 maart 1901 overgaf aan de Amerikanen. Kort daarna, op 15 april 1901, werd Fullon benoemd tot gouverneur van de provincie Antique. in zijn periode als gouverneur was hij verantwoordelijk voor de overgave van de beruchte lokale bandieten Ompong, Santos en Agustin.
Fullon overleed in 1904 op 30-jarige leeftijd in Iloilo terwijl hij nog in functie was als gouverneur. Later werd hij opnieuw begraven in zijn geboorteplaats. Fullon was getrouwd met Petra Francisco. Samen met haar kreeg hij een dochter.